# تجمع وادي حبوظة (تريم)

تعديل مصدري - تعديل

تجمع وادي حبوظة هي إحدى قرى عزلة تريم بمديرية تريم التابعة لمحافظة حضرموت، بلغ تعداد سكانها 77 نسمة حسب تعداد اليمن لعام 2004.